# Praia do Thermas (Sergipe)
A Praia do Thermas fica em Pacatuba, a 70 km de Aracaju, no litoral norte de Sergipe. Em 29/12/2015, a reportagem produzida para o Bom Dia Brasil, da Rede Globo, mostrou um pouco mais sobre este local, ainda pouco explorado e conhecido.

## Descrição
A praia conhecida como Thermas fica perto de um vilarejo onde vivem apenas 200 pessoas. É ainda pouco explorada, de muitas ondas, que virou refúgio de surfistas. Também vai para a praia do Thermas quem quer aproveitar cada pedacinho da natureza e da tranquilidade do lugar. Praticamente deserta e em local de difícil acesso, nesta praia, nada de multidão, bares, restaurantes e todas aquelas características de praias comuns. Só é possível encontrar paisagens, área verde e alguns moradores e pescadores de vilarejos da região.